# Multicolor Graphics Array
Multi-Color Graphics Array of MCGA is een standaard voor weergavemodus, die IBM in 1987 introduceerde bij het IBM PS/2 Model 30, waar het op het mainboard was geplaatst.
In datzelfde jaar kwam de VGA-adapter, die ook de MCGA-mode aankon. Daarmee verdween de MCGA als zelfstandige standaard en werd het een onderdeel van de VGA-adapter. De MCGA werd alleen toegepast bij de IBM PS/2 Model 25 en Model 30 (bij beiden op het mainboard geïntegreerd). Er is nooit een aparte videokaart gemaakt voor MCGA.
De MCGA-mode was vooral populair bij spelletjes, omdat er in de resolutie van 320×200 pixels 256 kleuren waren (uit een palet van 262.144 kleuren). De MCGA had ook een hogere resolutie van 640×480 pixels, maar dan alleen monochroom (zonder kleuren). MCGA kon ook alle CGA-modes aan, maar niet de EGA-modes.
CGA ·
EGA ·
XGA ·
Hercules ·
MDA ·
MCGA ·
QVGA ·
SVGA ·
SXGA ·
UXGA ·
VGA ·
WXGA